# Juan Esteban Montero
Juan Esteban Montero, né le 12 février 1879 à Santiago et mort le 25 février 1948 dans la même ville, est un homme d'État chilien, président du Chili du 15 novembre 1931 au 4 juin 1932.